# Stamo Iliew
Stamo Iliew, bułg. Стамо Илиев – bułgarski kierowca wyścigowy.

## Życiorys
W latach 80. znajdował się w reprezentacji Bułgarii na Puchar Pokoju i Przyjaźni. W serii tej zadebiutował w 1982 roku, rywalizując MTX 1-03. W klasyfikacji końcowej zajął wówczas dziewiętnaste miejsce. Rok później zajął szesnaste miejsce, zostając najwyżej sklasyfikowanym bułgarskim kierowcą. W sezonie 1987 zajął natomiast 39. miejsce w klasyfikacji.
Uczestniczył również w krajowych mistrzostwach Formuły Easter. W 1988 roku został mistrzem Bułgarii.

## Wyniki
| Legenda oznaczeń w tabelach wyników Wyświetl szablon na nowej stronie | Legenda oznaczeń w tabelach wyników Wyświetl szablon na nowej stronie                                                                     |
| Oznaczenie                                                            | Wyjaśnienie |
| --------------------------------------------------------------------- | --- |
| Złoty                                                                 | Zwycięzca lub mistrzostwo |
| Srebrny                                                               | 2. miejsce lub wicemistrzostwo |
| Brązowy                                                               | 3. miejsce lub II wicemistrzostwo |
| Zielony                                                               | Ukończył, punktował (w klasyfikacji generalnej, gdy zdobył co najmniej jeden punkt na przestrzeni sezonu, poza trzema powyższymi opcjami) |
| Niebieski                                                             | Ukończył, nie punktował (w klasyfikacji generalnej, gdy nie zdobył co najmniej jednego punktu na przestrzeni sezonu)                      |
| Czerwony                                                              | Nie zakwalifikował się (NZ) |
| Czerwony                                                              | Nie prekwalifikował się (NPK) |
| Różowy                                                                | Nie ukończył (NU) |
| Różowy                                                                | Niesklasyfikowany (NS) (w klasyfikacji generalnej, gdy nie został sklasyfikowany w żadnym wyścigu sezonu)                                 |
| Czarny                                                                | Zdyskwalifikowany (DK) |
| Czarny                                                                | Wykluczony (WYK/EX) |
| Biały                                                                 | Nie wystartował (NW) |
| Biały                                                                 | Kontuzjowany (K/INJ) |
| Biały                                                                 | Wyścig odwołany (OD/C) |
| Bez koloru                                                            | Został wycofany (WYC/WD) |
| Bez koloru                                                            | Nie przybył (NP/DNA) |
| Bez koloru                                                            | Nie brał udziału w treningach (NT/DNP) |
| Bez koloru                                                            | Nie został zgłoszony (–) |
| Pogrubienie                                                           | Start z pole position |
| Kursywa                                                               | Najszybsze okrążenie wyścigu |
| †                                                                     | Nie ukończył, ale jego rezultat został zaliczony ze względu na przejechanie więcej niż 90% dystansu wyścigu.                              |
| *                                                                     | Sezon w trakcie |
| 1/2/3                                                                 | Punktowana pozycja w sprincie kwalifikacyjnym                                                                                             |
| Lista systemów punktacji Formuły 1                                    | |

### Puchar Pokoju i Przyjaźni
| Rok  | Samochód | Silnik | Wyniki w poszczególnych eliminacjach | Wyniki w poszczególnych eliminacjach | Wyniki w poszczególnych eliminacjach | Wyniki w poszczególnych eliminacjach | Wyniki w poszczególnych eliminacjach | Pkt. | Msc. |
| ---- | -------- | ------ | ------------------------------------ | ------------------------------------ | ------------------------------------ | ------------------------------------ | ------------------------------------ | ---- | ---- |
| 1982 |          |        | Polska                               |                                      |                                      | Czechosłowacja                       |                                      | 85   | 19   |
| 1982 | MTX 1-03 | Łada   | -                                    | -                                    | 20                                   | 16                                   | 14                                   | 85   | 19   |
| 1983 |          |        |                                      | Czechosłowacja                       |                                      | Polska                               |                                      | 65   | 16   |
| 1983 | MTX 1-03 | Łada   | 14                                   | 11                                   | -                                    | -                                    | -                                    | 65   | 16   |
| 1985 |          |        | Czechosłowacja                       | Polska                               |                                      |                                      |                                      | ?    | ?    |
| 1985 | MTX 1-03 | Łada   | 19                                   | NU                                   | 15                                   | -                                    | ?                                    | ?    | ?    |
| 1987 |          |        | Polska                               |                                      |                                      |                                      |                                      | 27   | 39   |
| 1987 | MTX 1-03 | Łada   | -                                    | -                                    | -                                    | 18                                   |                                      | 27   | 39   |

### Bułgarska Formuła Easter
| Rok  | Zespół        | Samochód | Silnik | Wyniki w poszczególnych eliminacjach | Wyniki w poszczególnych eliminacjach | Wyniki w poszczególnych eliminacjach | Wyniki w poszczególnych eliminacjach | Pkt. | Msc. |
| ---- | ------------- | -------- | ------ | ------------------------------------ | ------------------------------------ | ------------------------------------ | ------------------------------------ | ---- | ---- |
| 1988 |               |          |        |                                      |                                      |                                      |                                      | 35,1 | 1    |
| 1988 | Metalczimawto | MTX 1-03 | Łada   | 2                                    | -                                    | 1                                    |                                      | 35,1 | 1    |
| 1989 |               |          |        |                                      |                                      |                                      |                                      | 26   | 6    |
| 1989 | Metalczimawto | MTX 1-03 | Łada   | NU                                   | 1                                    | -                                    | 6                                    | 26   | 6    |